# Winst per aandeel
De Winst Per Aandeel, afgekort tot WPA, geeft aan hoeveel winst per aandeel een bedrijf beschikbaar heeft. Het is een indicatie van het maximale dividend dat per aandeel uitgekeerd kan worden. 

## Berekening
WPA = Nettowinst / Aantal uitgegeven aandelen*
* Dit is exclusief preferente aandelen aangezien dit financiële lasten zijn en dus al ten laste van de winst is gegaan.
Voorbeeld: Stel er is een nettowinst van €100 en hiervan wordt bij de winstverdeling € 50 gereserveerd (Winstreserve; ook wel Algemene of Overige reserve genaamd) de rest wordt uitgekeerd als dividend. De onderneming heeft 5 gewone aandelen uitgegeven. Elk aandeel zal dus recht geven op 50 / 5 = € 10 dividend na de winstverdeling. Het maximaal uit te keren dividend bij dit voorbeeld is 100 / 5 = € 20 per aandeel. De WPA van deze onderneming is dus € 20. 
Met de WPA kan een geschatte aandelenkoers worden berekend. Hiervoor is echter wel de rendementseis van de beleggers nodig. Stel dat er een rendementseis is van 10% dan is de geschatte koers van dit bedrijf 20 / 10% = € 200

## Verwaterde WPA
De verwaterde/verdunde WPA wordt berekend onder de aanname dat alle contingente effecten (convertibles, warrants en opties) omgezet of uitgeoefend worden en dus in feite als gewone aandelen moeten worden beschouwd. Alle bedrijven met uitstaande convertibles, warrants en/of opties dienen zowel de gewone als de verdunde WPA op hun jaarrekening te vermelden. 
Voortbordurend op het vorige voorbeeld: Stel er is bij een obligatielening (bestaand uit drie obligaties) per obligatie een warrant gegeven. Elke warrant geeft recht op aankoop van 5 aandelen tegen een bepaalde marktprijs. De resulterende WPA zou dan 100 / 20 = € 5 zijn in tegenstelling tot de oorspronkelijke WPA van € 20.
* 5 uitgegeven aandelen plus de 3 warrants die ieder recht gaven op aankoop van 5 aandelen; 5 + (3 x 5) = 20 aandelen dat potentieel in omloop zou kunnen zijn.